# Lamborghini V12
Il motore Lamborghini V12 è stato il primo motore prodotto dalla Lamborghini ed è generalmente considerato uno dei migliori motori mai realizzati.
Inizialmente la sua cilindrata era di 3.464 cm³ (211 in³) e venne montato sulla Lamborghini 350 GT che a sua volta era la prima vettura costruita dalla Lamborghini.

## Profilo e storia

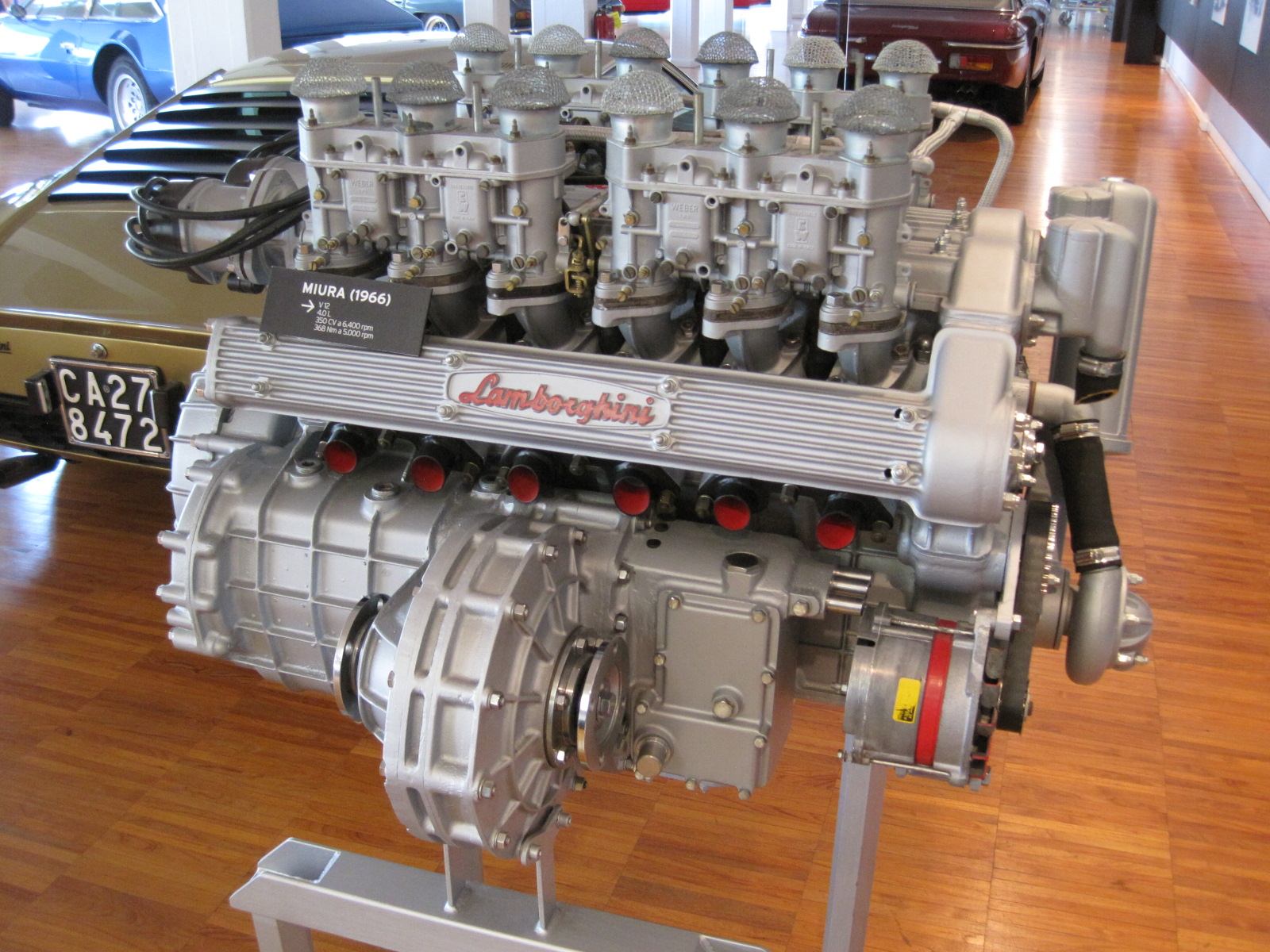
Motore V12 di una Miura esposto nel Museo Lamborghini

Quando Ferruccio Lamborghini decise di cominciare a realizzare auto sportive, contattò Giotto Bizzarrini per realizzare un motore per la sua auto e, si dice, gli garantì un bonus per ogni cv in più rispetto al motore V12 montato sulle Ferrari di quel periodo.

Ci sono diverse versioni su come venne realizzato questo motore. Quella ufficiale è che fu progettato da Giotto Bizzarrini, che attinse a piene mani da un suo precedente progetto sempre per un motore da Formula 1. Ambedue i motori erano dei V12 ma con cilindrata di 1.500 cm³ (91 in³). Secondo altri deriverebbe dal progetto del motore della Formula 1 dell'epoca della Honda..

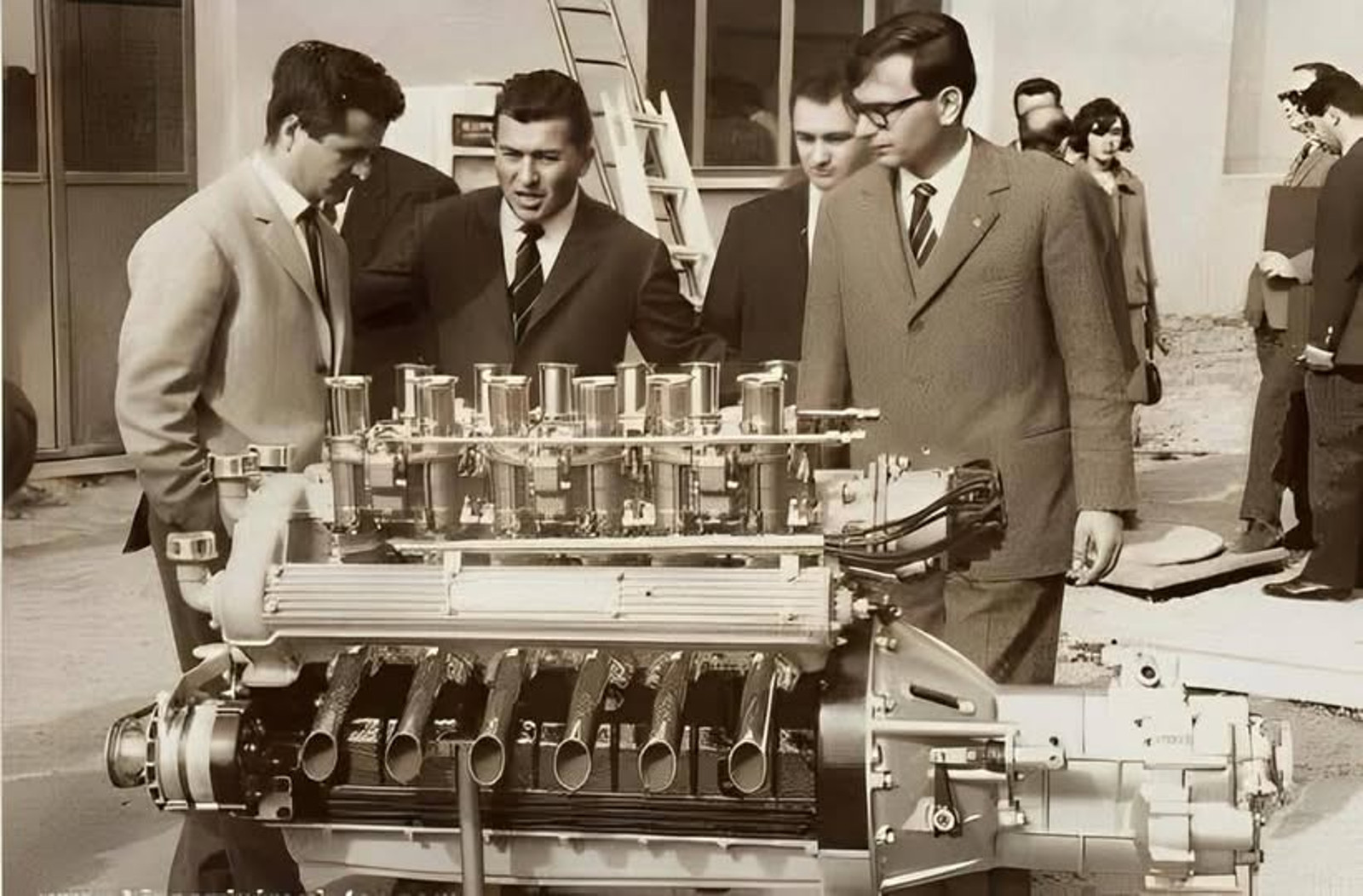
Giotto Bizzarrini, Ferruccio Lamborghini e Gian Paolo Dallara a Sant'Agata Bolognese, 1963, con un prototipo di Lamborghini V12

Il motore fino dall'inizio era progettato per avere due alberi a camme in testa per ogni blocco di cilindri, altra sfida di Lamborghini alla Ferrari che all'epoca montava dei motori dotati di un solo albero a camme, mentre l'angolo tra i blocchi era di 60°. Alla fine venne progettato un ottimo motore tanto che, con continue modifiche e miglioramenti, è stato utilizzato fino al 2011, quando è cessata la produzione della Lamborghini Murciélago.

Il primo prototipo del motore venne provato nel 1963 e produsse 370 hp (276 kW) a 9.000 giri al minuto. Secondo Bizzarrini il motore poteva arrivare a 400 hp (298 kW) e a 11.000 giri se veniva adottato il sistema di alimentazione ad iniezione. Le prestazioni che il motore già forniva vennero però giudicate più che adeguate e pertanto vennero mantenuti i 6 carburatori doppio corpo Weber. Il motore comunque era in grado di raggiungere la potenza di 107 hp/litro (77 kW/litro), valore mai raggiunto in precedenza.

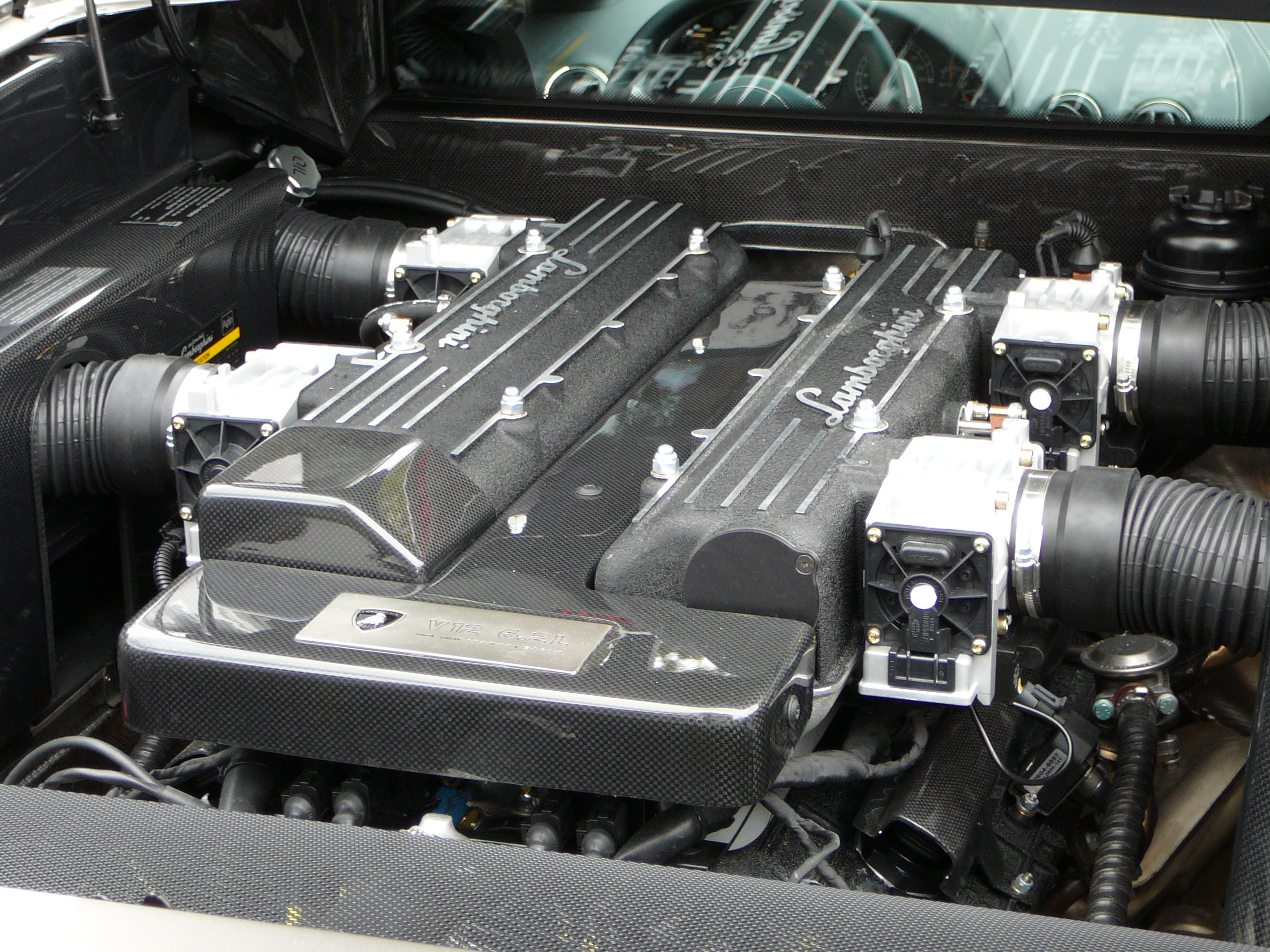
Il motore Lamborghini V12 installato sulla Murcielago.

Per il normale uso stradale la potenza del motore venne ridotta a 280 hp (209 kW) che era comunque un valore di tutto rispetto.
Negli anni la cilindrata del motore fu portata a 4,8 litri, poi a 5,2 litri, furono montate testate a 4 valvole per cilindro e venne adottato, in sostituzione dei carburatori, il sistema di iniezione elettronica. Inoltre anche il sistema di lubrificazione del motore venne radicalmente modificato passando dal carter umido al carter secco. Successivamente vi furono ulteriori incrementi della cilindrata, fino ad arrivare ai 6,5 litri dell'ultima versione.
Il motore equipaggiò, nelle diverse versioni e cilindrate, tutte le vetture di punta della Lamborghini e il motore montato sulla Murciélago deriva direttamente dal motore realizzato nel 1963.

### Il nuovo V12

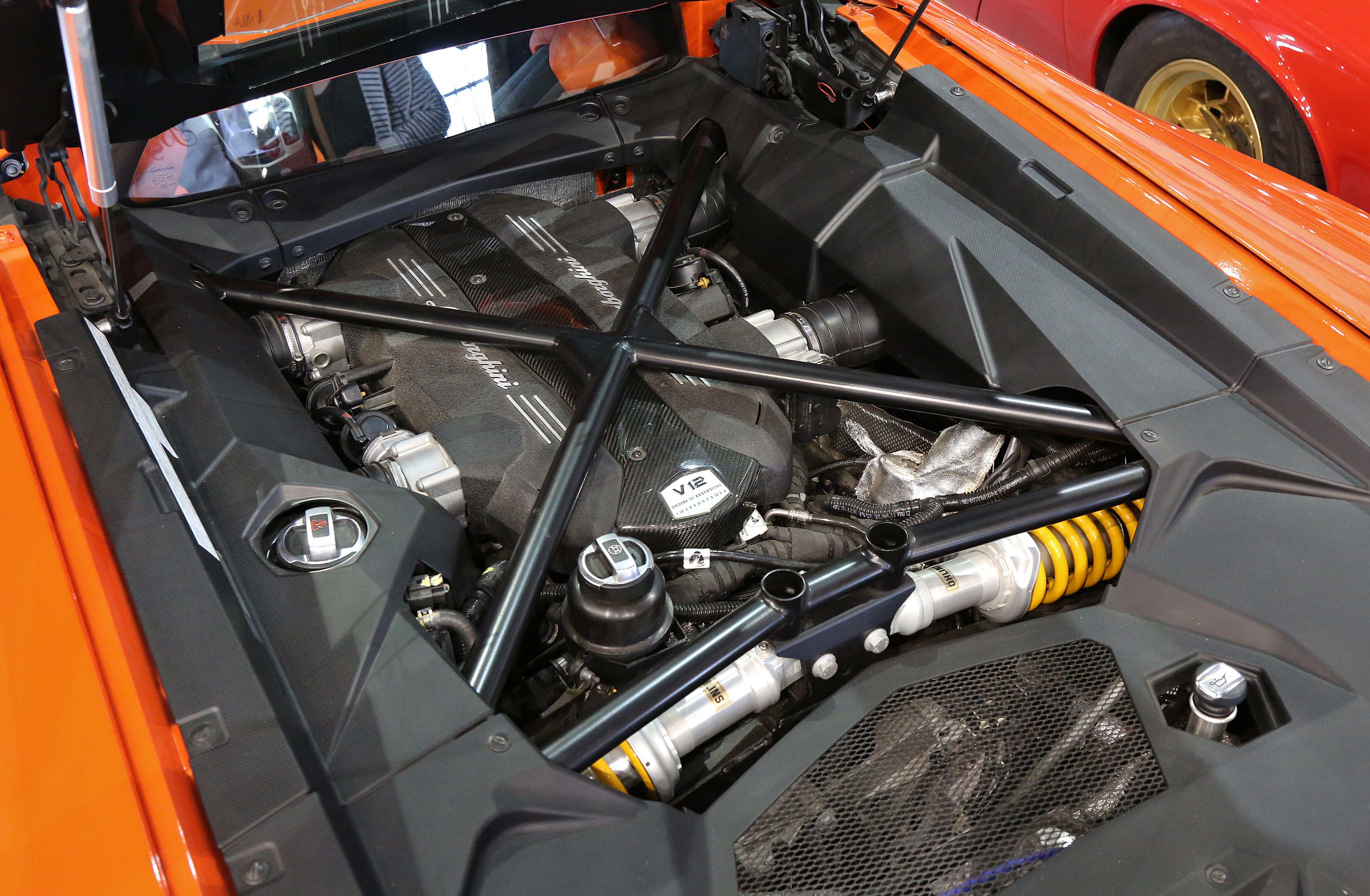
Motore V12 da 6,5 litri di una Lamborghini Aventador

A più di dieci anni dall'arrivo dei nuovi proprietari, i tedeschi dell'Audi, il motore è stato "pensionato" nel 2011 con la messa in produzione della Aventador, dotata di un nuovo V12 da 6,5 litri completamente riprogettato e denominato L539, più leggero di 18 kg rispetto al V12 originale.

## Altri utilizzi
Una particolare versione del propulsore è stata utilizzata anche nel Campionato mondiale di offshore per equipaggiare le imbarcazioni dei team Victory e Tencara. Proprio quest'ultimo vinse il campionato per la prima volta con un motore Lamborghini nel 1994, inaugurando una serie di successi per natanti motorizzati Lamborghini negli anni successivi: due altre vittorie nel 1997 e 1998 e 8 vittorie consecutive dal 2001 al 2008.
Il motore V12 è stato anche utilizzato sul più veloce Riva Aquarama mai costruito, 48 nodi invece dei 40 del modello di serie, grazie ai 700 Cv complessivi sviluppati da due unità V12 4.0 della 350 GT, il primo modello prodotto cinquanta anni fa dalla Lamborghini. Costruito 45 anni fa, questo esemplare della serie Aquarama era stato commissionato personalmente da Ferruccio Lamborghini alla famiglia Riva.